# Saldula intermedia
Saldula intermedia är en insektsart som beskrevs av Cobben 1980. Saldula intermedia ingår i släktet Saldula och familjen strandskinnbaggar. Inga underarter finns listade i Catalogue of Life.